# Riccardo da Lentini

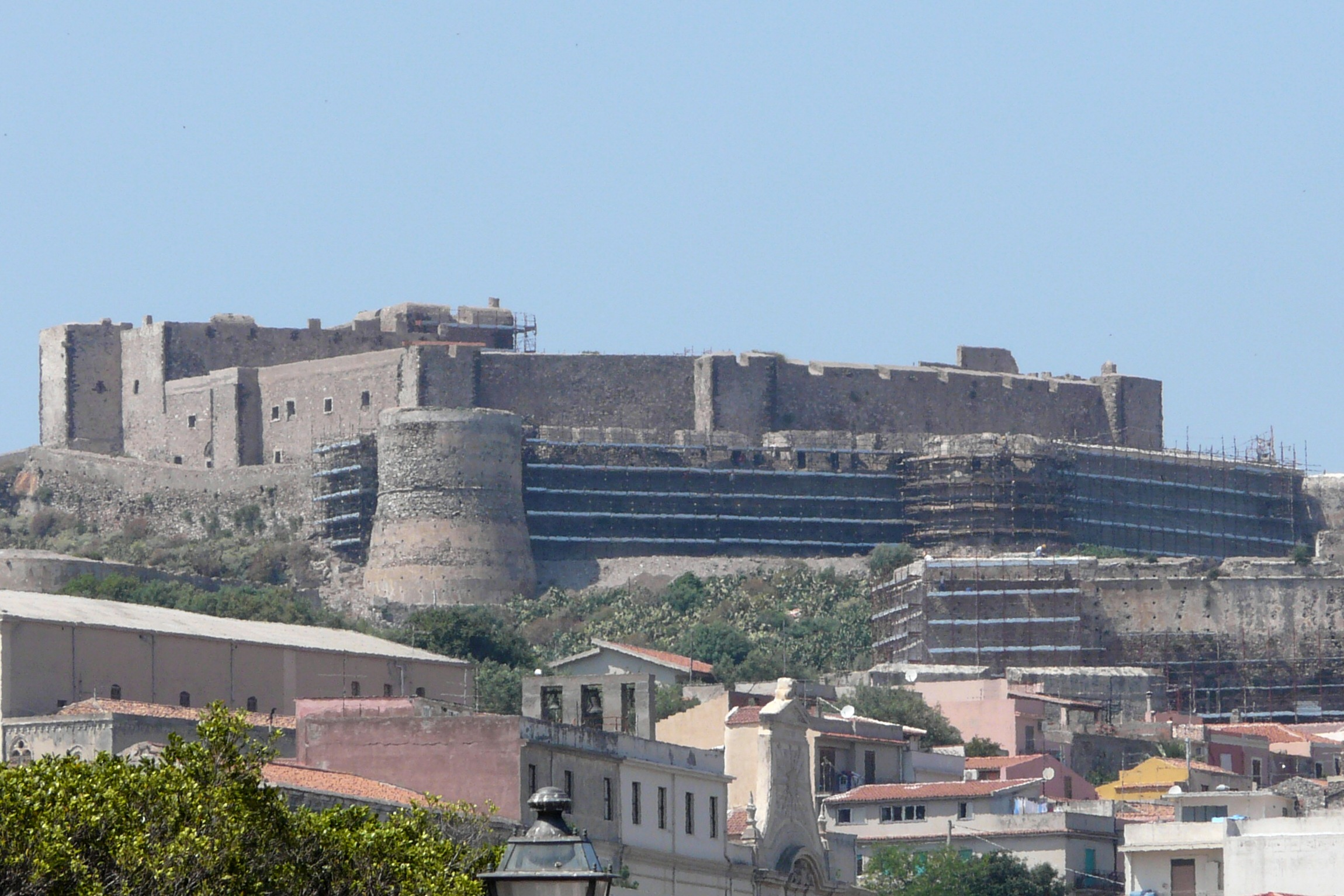
Il castello di Milazzo

Riccardo da Lentini (Lentini, ... – XIII secolo) è stato un architetto italiano, presso la corte di Federico II.

## Biografia
Sulla base di un documento del 1239 fu praepositus aedificiorum, ovvero supervisore delle fabbriche regie, essenzialmente dei castelli che in quel periodo venivano realizzati in Sicilia. Nel documento in questione (una lettera del 17 novembre 1239 da Lodi) l'imperatore Federico II scrive a Riccardo riassumendogli i cantieri architettonici in corso in Sicilia ai quali egli è preposto.
In base a ciò gli studiosi ritengono pertanto che Riccardo potrebbe aver realizzato (forse progettato o solo diretto nei cantieri costruttivi) una serie di edifici: il Castello di Augusta, un vivaio a San Cosmo, il Castello Maniace di Siracusa, il castello di Caltagirone (non più esistente), il castello di Milazzo, il castello di Lentini (chiamato anche “Castellaccio” e di cui rimane, oltre ai ruderi, una sala ipogea). Nella lettera inoltre l'imperatore raccomanda al tecnico la scelta del luogo dove costruire in Catania una rocca, da identificare ovviamente con il Castello Ursino, e l'individuazione della cava di pietra idonea a quella costruzione. La lettera prosegue disponendo di provvedere di cibi, di vestiti e di tutto il necessario i saraceni a servizio dell'esercito del re (facendo luce sulle mansioni diversificate del praepositus); ma gli ordina anche di sospendere i lavori edili e i pagamenti, poiché i tesori dello stato erano volti ad altri più imponenti bisogni (certamente la lotta contro i Comuni nell'Italia settentrionale).
Sulla base di questa testimonianza, alcuni studiosi ritengono che Riccardo potrebbe aver lavorato anche al rimaneggiamento dei castelli di Agira, di Licodia Eubea, di Castelvetrano (oggi non più esistenti), alla Torre di Federico II a Enna, alla modifica del 1º ordine e realizzazione del 2º (delle quattro stratificazioni) della cinta muraria del Castello di Montalbano Elicona.
Altri aggiungono il Castel del Monte, però, se i documenti confermano che l'incarico di preposto che Riccardo ricoprì era limitato alla parte insulare del Regno, sarebbero da espungere dalle sue competenze.
Nel 1246 era a Prato per il Castello dell'Imperatore, nell'ufficio di magister castri imperatoris.
Gli è stata attribuita, non senza controversie, anche un'attività di urbanista, in particolare nella realizzazione della pianta a scacchiera della "città nuova" di Augusta negli anni venti del XIII secolo.